# Оранжевое небо
«Оранжевое небо» (укр. Помаранчеве небо) — украинский драматический фильм 2006 года, события в котором показаны на фоне Оранжевой революции, случившейся годом ранее.

## Сюжет
Марк Задуха — типичный представитель «золотой молодёжи» Украины. Он — сын губернатора области и думает о своей будущей учёбе в заграничном институте, о новой машине, в общем, о чём угодно, но только не о своей стране.
Однажды в его жизни появляется Иванна — непредсказуемая и эмоциональная девушка, которой глубоко небезразлично будущее Украины. Молодые люди влюбляются друг в друга, Иванна в считанные дни меняет мировоззрение Марка…
Вторым планом в ленте показаны события Оранжевой революции.

## В ролях
- Александр Лымарёв — Марк Задуха, сын губернатора одной из областей Украины
- Лидия Оболенская — Иванна
- Николай Чиндяйкин — Задуха, губернатор, отец Марка
- Ксения Николаева — мать Марка
- Ксения Белая — Ася
- Леся Самаева — сестра Иванны
- Алексей Вертинский — Иннокентий Валерьянович
- Александр Игнатуша — отец Иванны
- Вилле Хаапасало — Федя
- Павел Пискун — Генка
- Олесь Кацион — Салюк, лейтенант ГАИ
- Андрей Краско

## Интересные факты
- Съёмки заняли 32 дня.
- В фильме использованы композиции групп «Океан Ельзи», «Lюk», «5’Nizza», «Тартак».
- Лидии Оболенской с трудом давалась главная роль, поскольку она плохо владела украинским языком.
- Эпизод, где показывается Оранжевая революция на Майдане снимался в годовщину Революции в 2005 году. В кадре появляется тогдашний премьер-министр Юрий Ехануров, который участия в революционных событиях не принимал, также в кадре появляются Виктор Ющенко, Юлия Тимошенко, Александр Мороз, Виталий Кличко.